# Карымская (река)
Карымская — река на полуострове Камчатка в России.
Длина реки — 45 км. Протекает по территории Елизовского района Камчатского края. Впадает в Кроноцкий залив.

## Данные водного реестра
По данным государственного водного реестра России относится к Анадыро-Колымскому бассейновому округу.
Код водного объекта в государственном водном реестре — 19070000212120000020908.